# Георги Киряков
Георги Мавров Киряков е български революционер, деец на Вътрешната македоно-одринска революционна организация.

## Биография
Роден е в 1872 година в лозенградското село Маджура, тогава в Османската империя. Присъединява се към ВМОРО в 1902 година, заклет от войводата Дико Джелебов. През лятото на 1903 година заедно с още няколко души пренася оръжие от Алан Кайряк. Участва в последвалото Илинденско-Преображенско въстание с Маджурската чета от 150 души, начело с Петър Ангелов. В Маджура пристига 25 османски войници и кметът Ефтим Каймакамов уведомява четата в местността Божейме, че войниците искат да запалят селото. Четата влиза в сражение с войската, което продължава 24 часа. В резултат загиват 3 четници и 23 войници, а 2 ранени войници са пленени и изпратени във Василико с писмо до каймакама, в което се казва, че балканът е пълен с четници. След 2 – 3 дена четта потегля към турските села Корфуколиба и Лиманет, където дава сражение и изгаря двете села. След края на въстанието се оттегля в България при Алан Кайряк.
На 14 март 1943 година, като жител на Бродилово, подава молба за българска народна пенсия. Молбата е одобрена и пенсията е отпусната от Министерския съвет на Царство България.